# Lycée français Pierre-Loti
 (novembre 2024).
Si vous disposez d'ouvrages ou d'articles de référence ou si vous connaissez des sites web de qualité traitant du thème abordé ici, merci de compléter l'article en donnant les références utiles à sa vérifiabilité et en les liant à la section « Notes et références ».
Le lycée français Pierre-Loti d'Istanbul est un établissement scolaire français homologué par le ministère de l'Éducation nationale, dont il applique les programmes, il fait partie des 430 établissements du réseau de l’AEFE (Agence pour l’enseignement français à l’étranger). Il accueille plus de 1 350 élèves de toutes nationalités de la Maternelle jusqu’à la Terminale.
Inséré dans un environnement culturel et linguistique turc, le lycée français Pierre-Loti valorise également l’enseignement des langues étrangères et offre à chaque élève les conditions d’une scolarité réussie, ouverte sur l’Europe et le monde.

## Historique du lycée

### Une école née de la Seconde Guerre mondiale
L’école française a été créée en 1942 par des parents d’élèves restés en Turquie pendant la guerre, à la suite de la fermeture officielle en 1940 du Séminaire Saint-Louis (ou petit séminaire) des Pères capucins, qui remplissait jusqu’alors cette fonction.
Le couvent et le séminaire de Saint-Louis des Français étaient établis depuis 1628 dans l’enceinte du Palais de France, à Beyoğlu, mais les religieux en avaient été expulsés à la Révolution française. À leur retour en 1882, le (petit) séminaire interrituel Saint-Louis de Pera prodigua durant une soixantaine d’années un enseignement en français à un petit groupe d’externes composés d’enfants des familles françaises et levantines d’Istanbul, à côté du grand séminaire qui formait les prêtres latins - internes - pour le clergé des églises d’Orient de rites chaldéen, grec, syrien et arménien.

### L’École française d’Istanbul, ou le lycée «Papillon»
Au départ, les cours étaient dispensés à une dizaine d’élèves par des professeurs bénévoles qui travaillaient au lycée Galatasaray ou dans les lycées congréganistes, et par des pères capucins, dans les salles du séminaire capucin, mais aussi dans des salles du Consulat de France à Taksim, ou chez des particuliers. Cette dispersion des locaux lui aurait valu le surnom d’école « Papillon » que de nombreux anciens élèves utilisent encore. Selon une autre interprétation, Papillon est le nom d’un des fondateurs de l’école après la guerre. Ce surnom renvoie enfin au titre d’une chanson célèbre de 1936 (« Au Lycée Papillon », par Georgius) dans laquelle un professeur interroge les cancres de la classe. Le nom officiel de l’établissement à cette époque est cependant « École française d’Istanbul ».

### Une école en essor
Dès 1948, les salles du séminaire accueillent deux classes d’élèves de primaire. Dans les années 1950, une maternelle est créée dans des annexes du Palais de France. Le secondaire est à cette époque assuré dans les locaux du Centre culturel, à Taksim. Le secrétaire général du centre occupe les fonctions de directeur d’école. L’enseignement est assuré par des enseignants détachés dans les autres établissements scolaires, les cours par correspondance palliant l’absence d’enseignement direct dans certaines disciplines. Le nombre moyen d’élèves est de dix par classe. En 1962 est créée une Association de gestion de l’École française, réunissant parents français et professeurs. C’est à cette époque que l’école se dote d’un directeur élu parmi les enseignants. Toutefois, le nombre total d’élèves ne cesse d’augmenter : d’une cinquantaine en 1950, il passe à une centaine dans les années 1960 ; puis à 300 en 1975. Ceci s’explique par la volonté d’ouvrir l’école aux enfants de nationalité turque, et entraîne pour la première fois la nomination d’un directeur par l’État français. Au début des années 1980, l’ouverture des classes Spéciales permettant à des turcs d'apprendre le français en deux ans, entraîne le doublement des effectifs.

## Le lycée Pierre-Loti – Beyoğlu
L’école française devient lycée Pierre-Loti cette même année, après un vote des élèves. Ce nom rend hommage à l’écrivain Pierre Loti qui fit sept séjours à Istanbul de 1876 à 1913, écrivit des romans inspirés par ces séjours (Aziyadé, Les Désenchantées, Fantôme d’Orient » etc.) et contribua à faire connaître Istanbul et l’Empire ottoman en France. En 1989 toujours, une convention signée entre l’État français et les Capucins met une partie du séminaire à la disposition de l’établissement. Ces salles reçoivent le secondaire et trois classes de primaire, les autres étant accueillies dans des locaux situés du côté du Palais de France. Enfin, en l’an 2000, en échange de ces salles de classe proches de l’église, les Capucins cèdent l’utilisation de l’ensemble des locaux restants au Lycée.
L’école primaire occupe toujours ces locaux profondément remaniés en 1989. De plus, en 1992, le Tribunal (construit en 1844) a été attribué à l’école après réhabilitation. Dans ce dernier bâtiment, où sont installées les classes de maternelle, les ressortissants français étaient jugés indépendamment de la juridiction ottomane en vertu du statut des « capitulations » qui avait été accordé en 1534 par traité entre François Ier et Soliman le Magnifique, et qui fut dénoncé à la fondation de la République turque en 1923. Le Palais de France, de style Louis-Philippe, date des années 1840 (1839-1847) et a été en partie réaménagé entre 1908 et 1913. L’église Saint-Louis fut construite en 1846 ; l’ancien bâtiment des « drogmans » (interprètes de l’Ambassade), désormais occupé par l’Institut français d’études anatoliennes, en 1874. Les bâtiments du couvent et du séminaire des Capucins ont été eux construit en 1889. Une partie de ces derniers locaux a fait l’objet de travaux lourds de mise en conformité sismique et incendie en 2001-2002. Une seconde tranche de travaux devrait être réalisée dans un avenir proche.

## Le domaine de Tarabya
Les élèves du CM1 à la terminale (une partie de l'élémentaire, collège et lycée) sont actuellement hébergés à Tarabya, sur le Bosphore, dans les locaux provisoires d’un nouveau lycée construit en 2003. Celui-ci se dresse dans l’enceinte du domaine de la résidence d’été de l’ambassadeur de France. Le premier occupant du Palais construit sur le site au XVIIIe siècle était Constantin Ypsilántis, un aristocrate « rum » du quartier de Fener (ou Phanar), par ailleurs gouverneur de Transylvanie (« Voyvode » de Valachie, en Roumanie actuelle). Après expropriation, le Palais Ipsilanti fut donné en 1807 à la France par le sultan ottoman Selim III pour remerciement de l’aide apportée lors d’un blocus d’Istanbul par la flotte anglaise. Une partie annexe, actuellement utilisée par l’Université de Marmara, a été ensuite achetée par la France en 1822. À l’exception de cette partie, les bâtiments ont été quasiment tous détruits par un incendie en 1913.